# صوت المرأة (مجلة)
صوت المرأة (1917-1931) كانت مجلة إسبانية تصدر أولًا شهريًا، ومنذ عام 1925 أسبوعيًا، مكرسة للدفاع عن النساء.
| صوت المرأة                 | صوت المرأة | صوت المرأة |
| -------------------------- | ---------- | ---------- |
| المقر                      | مدريد      | مدريد      |
| اللغة                      | الإسبانية  | الإسبانية  |
| سنة التأسيس                | 1917       | 1917       |
| [editar datos en Wikidata] |            |            |

## المسار
أُسست مجلة صوت المرأة سنة 1917 على يد كونسويلو غونثاليث راموس وسيلسيا ريخيس، التي أدارتها حتى سنة 1931. في بدايتها عُرفت بأنها "مجلة شهرية مكرسة للدفاع عن المرأة"، لكن بحلول 1927 أصبحت "صحيفة نسوية، للتقدم الاجتماعي، والثقافة، وتوجيه المرأة مهنيًا".
كانت المجلة الناطق باسم معهد الثقافة في مدريد، ونادي ليسيوم النسائي، واتحاد النسوية الإسبانية. هدفت سيلسيا ريخيس إلى تشكيل جبهة موحدة غير سياسية للدفاع عن حقوق النساء دون تمييز طبقي أو أيديولوجي. هذا الموقف تعرض للنقد من قبل الاشتراكية ماريا كامبريلس، التي رأت أن الحياد السياسي يضعف النضال، لكن ريخيس ردت بأن التوجه الحزبي يُبعد الكثير من النساء.
في 1925 نشرت المجلة النظام الأساسي وبرنامج اتحاد النسوية الإسبانية، وهي منظمة أسستها ريخيس، هدفها: وتجاوز الخلافات والمطالبة بالمساواة القانونية بين الرجل والمرأة وإصلاح القوانين وضمان دخول النساء سوق العمل والمهن ونشر الوعي النسوي
بمبادرة من المجلة، نُظم أول اجتماع نسوي في إسبانيا سنة 1926 في مدريد، بمشاركة عاملات وناشطات بارزات مثل ليونور سيرانو بابلووكلارا كامبوامور. كما نشرت المجلة مقابلة مع ميغيل بريمو دي ريبيرا أعلن فيها دعمه لتمكين النساء في المناصب السياسية.
في 1928 أضافت المجلة ملحقًا بعنوان "المعيشة" لتغطية أنشطة ريخيس والمجلة.
نشرت المجلة سير وأعمال العديد من النساء المعاصرات مثل: الكاتبة والنسوية دولوريس مونسرذا (عدد 2) كونشا إسبينا (عدد 82) بيلار ميان أستراي (عدد 83) كما تناولت شخصيات تاريخية مثل ماريا خوسيفا ماسانيس (عدد 1)، وروّجت لكاتبات وفنانات جديدات مثل: الكاتبة صوفيا بلاسكو (عدد 82) وخوسيفينا بوليناغا الرسامةماروسيا فاليرو (عدد 83) وسلطت الضوء على مؤسسات تعليمية موجهة للنساء مثل: المركز الإيبيري الأمريكي للثقافة الشعبية النسائية (عدد 1) وجمعية تعليم المرأة (عدد 2)

## روابط خارجية
نسخ رقمية للأعداد في بوابة "ذاكرة مدريد"